# U.S. National Championships 1927
Gli U.S. National Championships 1927 (conosciuti oggi come US Open) sono stati la 47ª edizione degli U.S. National Championships e quarta prova stagionale dello Slam per il 1927. Tutti i tornei si sono disputati al West Side Tennis Club nel quartiere di Forest Hills di New York, tranne quello di doppio maschile, disputato al Longwood Cricket Club di Chestnut Hill, negli Stati Uniti.
Il singolare maschile è stato vinto dallo francese René Lacoste, che si è imposto sullo statunitense Bill Tilden in tre set col punteggio di 11–9, 6–3, 11–9. Il singolare femminile è stato vinto dalla statunitense Helen Wills Moody, che ha battuto in finale la connazionale Betty Nuthall Shoemaker. Nel doppio maschile si sono imposti Bill Tilden e Frank Hunter. Nel doppio femminile hanno trionfato Kitty McKane Godfree e Ermyntrude Harvey. Nel doppio misto la vittoria è andata a Eileen Bennett, in coppia con Henri Cochet.

## Seniors

### Singolare maschile
René Lacoste ha battuto in finale  Bill Tilden con il punteggio di 11–9, 6–3, 11–9.

### Singolare femminile
Helen Wills Moody ha battuto in finale  Betty Nuthall Shoemaker con il punteggio di 6–1, 6–4.

### Doppio maschile
Bill Tilden /  Frank Hunter hanno battuto in finale  William Johnston /  Richard Norris Williams con il punteggio di 10–8, 6–3, 6–3.

### Doppio femminile
Kitty McKane Godfree /  Ermyntrude Harvey hanno battuto in finale  Betty Nuthall /  Joan Fry con il punteggio di 6–1, 4–6, 6–4.

### Doppio misto
Eileen Bennett /  Henri Cochet hanno battuto in finale  Hazel Wightman /  René Lacoste con il punteggio di 6–2, 0–6, 6–3.